# ジュゼッペ・ジョルダーニ
ジュゼッペ・ジョルダーニ（Giuseppe Giordani, 1751年12月19日 - 1798年1月4日）は、イタリア・ナポリの作曲家。

## 経歴
イタリアのナポリに生まれ、サンタ・マリーア・ディ・ロレート音楽院で学ぶ。
1771年に最初のオペラを上演し、その後も多くのオペラを作曲したとされるが、現在に残っているオペラは約30曲程度である。
1791年からフェルモの大聖堂の楽長をつとめ、その地で没した。